# スタッド・ジェフロワ＝ギシャール
スタッド・ジェフロワ＝ギシャール（Stade Geoffroy-Guichard）は、フランスロワール県サン＝テティエンヌにあるスタジアム。ASサンテティエンヌのホームスタジアムとなっている。収容人数は41,965人。2024年パリオリンピックではサッカー会場として使用される。

## スタンド
- シャルル・パレ (Charles Paret) : 8,541席

- ジャン・スネッラ (Jean Snella) : 8,767席。スタンド名は、サンテティエンヌで選手時代を過ごし、引退してからは、アマチュアチームそしてトップチームの監督を務めたジャン・スネッラ（英語版）に因む。

- ピエール・フォーラン (Pierre Faurand) : 7,993席, inclues 18 boxes et 1200 places VIP

- アンリ・ポイン(Henri Point) : 10,315席, アウェー席1,200を含む。

## 開催された主な大会
- 1998 FIFAワールドカップ

| 日付          | ホームチーム   | 結果         | アウェーチーム | ラウンド  |
| ------------- | -------------- | ------------ | -------------- | --------- |
| 1998年6月14日 | ユーゴスラビア | 1-0          | イラン         | グループF |
| 1998年6月17日 | チリ           | 1-1          | オーストリア   | グループB |
| 1998年6月19日 | スペイン       | 0-0          | パラグアイ     | グループD |
| 1998年6月23日 | スコットランド | 0-3          | モロッコ       | グループA |
| 1998年6月25日 | オランダ       | 2-2          | メキシコ       | グループE |
| 1998年6月30日 | アルゼンチン   | 2-2 (5-4 p.) | イングランド   | ベスト16  |

## 入場者数

### 最多入場者数
- 47,747 サンテティエンヌ v リール, 1985.05.11

## ギャラリー

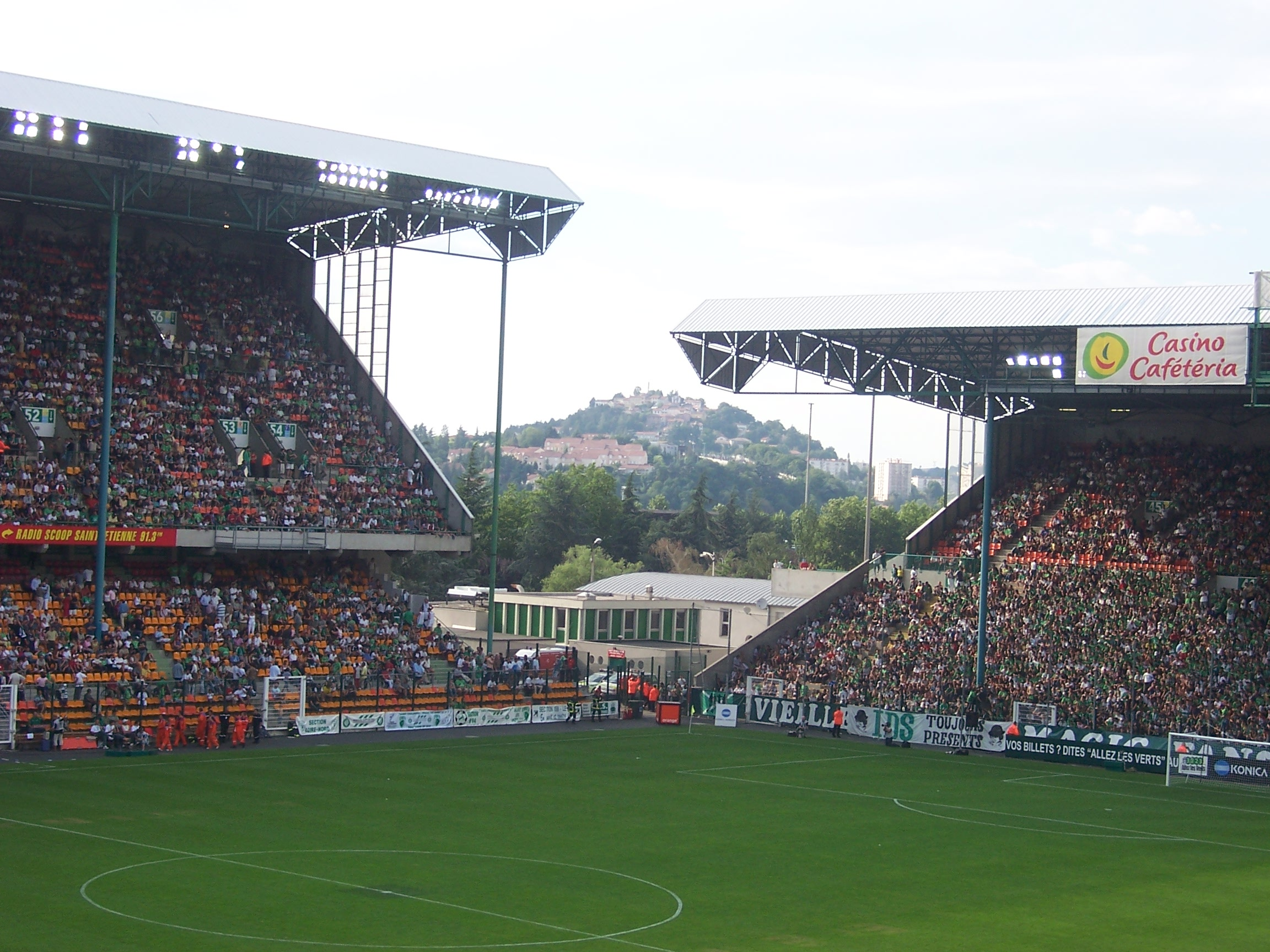